# Dedikált konzolok listája
Ez  a dedikált konzolok listája, ami a dedikált konzolokat sorolja fel megjelenésük szerint időrendben. Az első videójáték-konzolok mind dedikált konzolok, főként a Pong valamilyen változatát futtatták.

## Konzolok megjelenés szerint

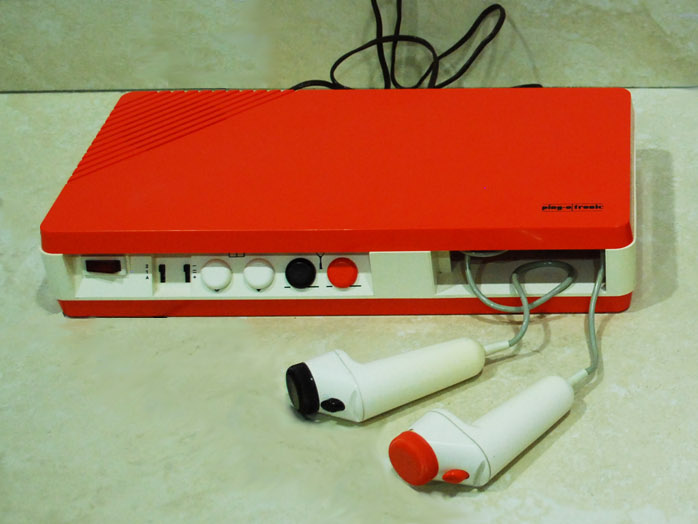
Ping-o-Tronic (1974)
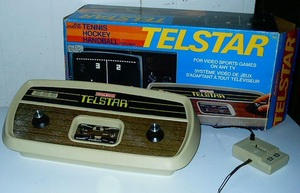
Telstar (1976)
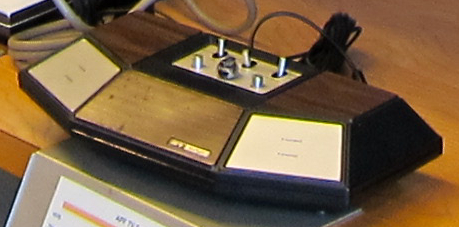
APF TV Fun (1976)
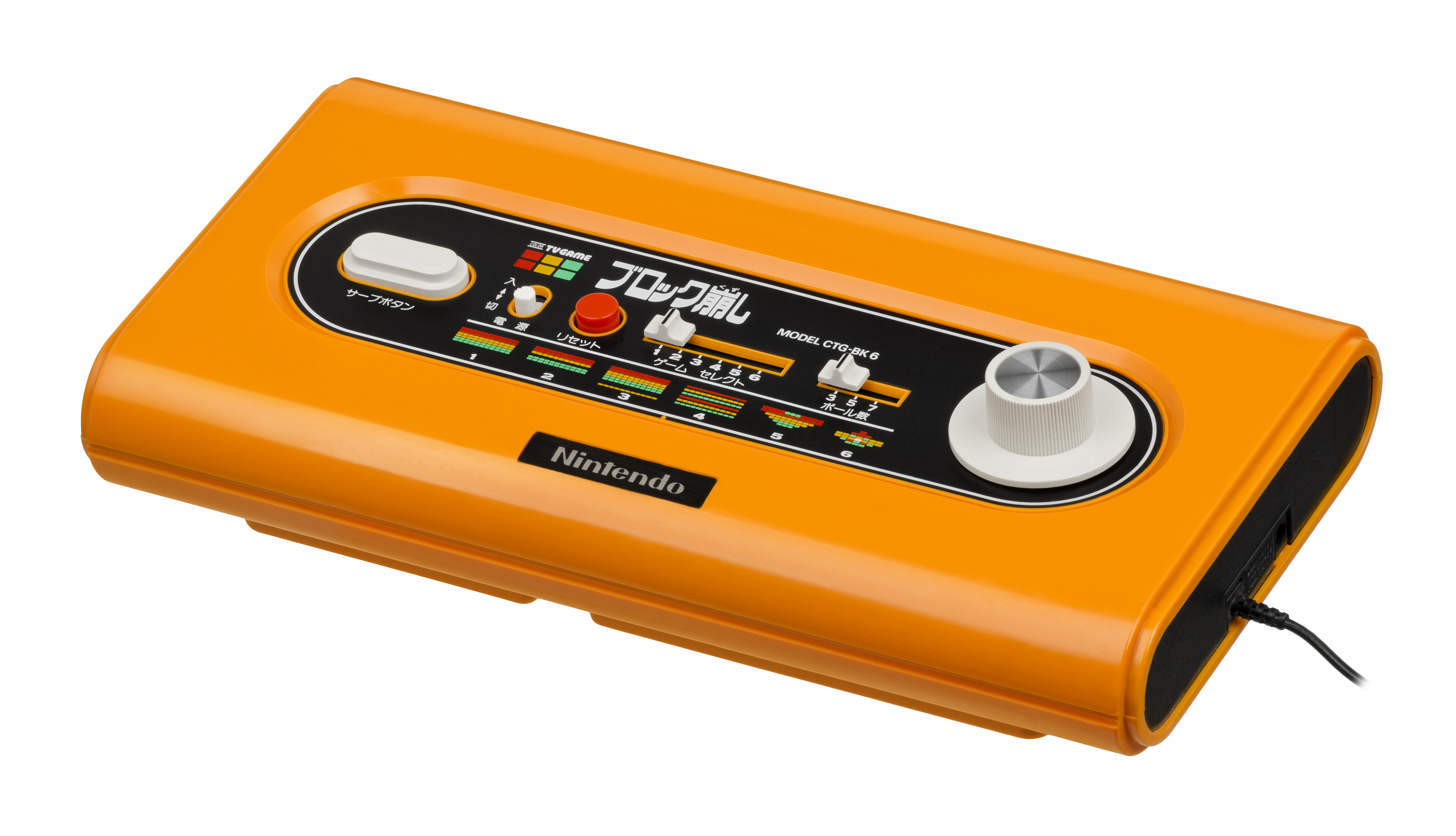
Color TV-Game (1977)
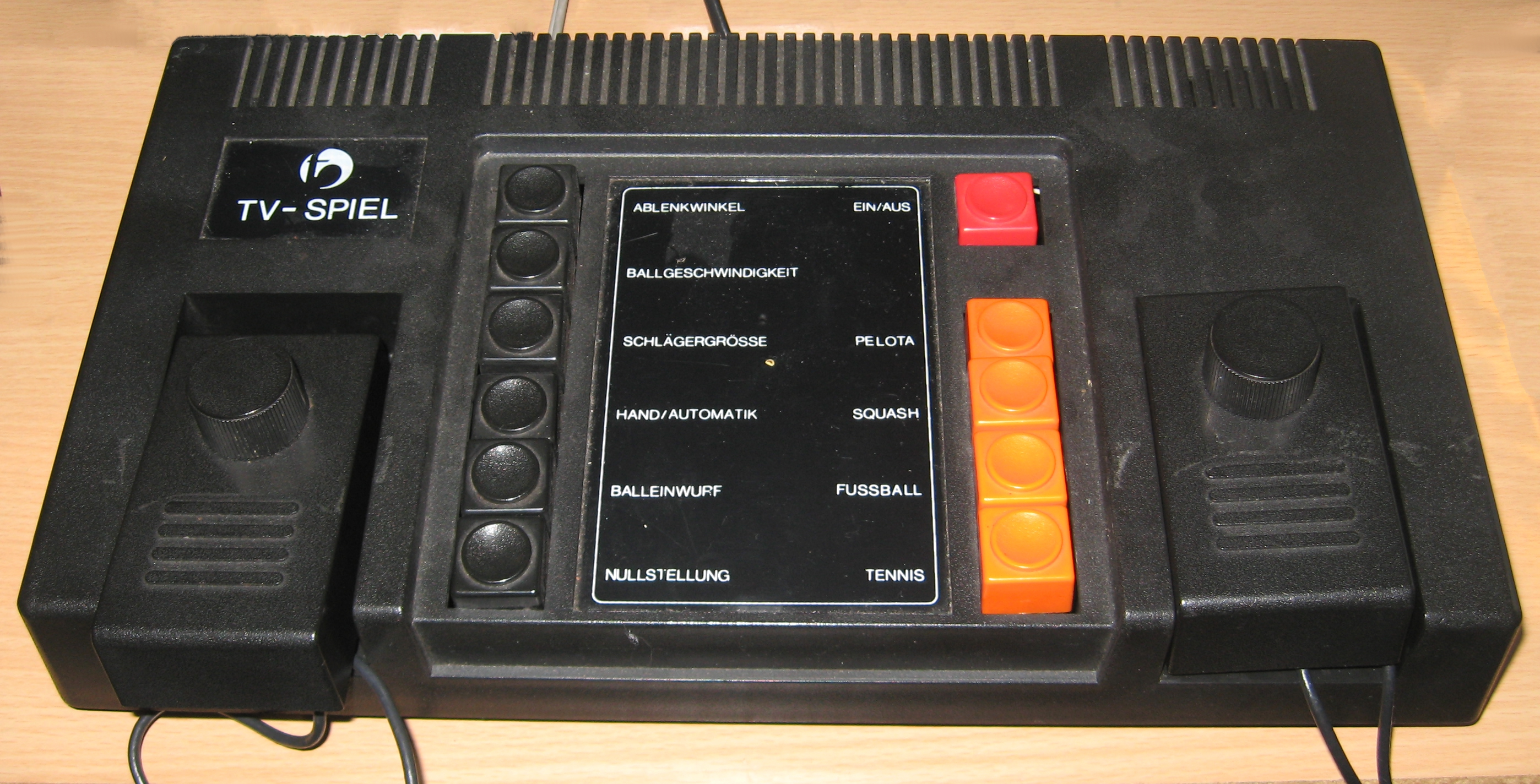
BSS 01 (1980)

| Név                   | Megjelenés | Gyártó                |
| --------------------- | ---------- | --------------------- |
| Ping-o-Tronic         | 1974       | Zanussi               |
| Telstar               | 1976       | Coleco                |
| Video Pinball         | 1978       | Atari                 |
| APF TV Fun            | 1976       | APF                   |
| Color TV-Game         | 1977       | Nintendo              |
| Wonder Wizard         | 1976       | General Home Products |
| TV játék              | 1980       | Videoton              |
| Game & Watch sorozat  | 1980-1991  | Nintendo              |
| Atari Flashback       | 2004       | Atari                 |
| Nintendo Classic Mini | 2016       | Nintendo              |
| Super NES Classic     | 2017       | Nintendo              |
| PlayStation Classic   | 2018       | Sony                  |
| Sega Mega Drive Mini  | 2019       | Sega                  |